# Mutisiinae
Mutisiinae (Cass.) Dumort., 1829 è una sottotribù di piante angiosperme dicotiledoni della famiglia delle Asteraceae.

## Etimologia
Il nome della sottotribù deriva dal suo genere tipo ed è un omaggio al botanico spagnolo José Celestino Mutis (1732-1808).

## Descrizione

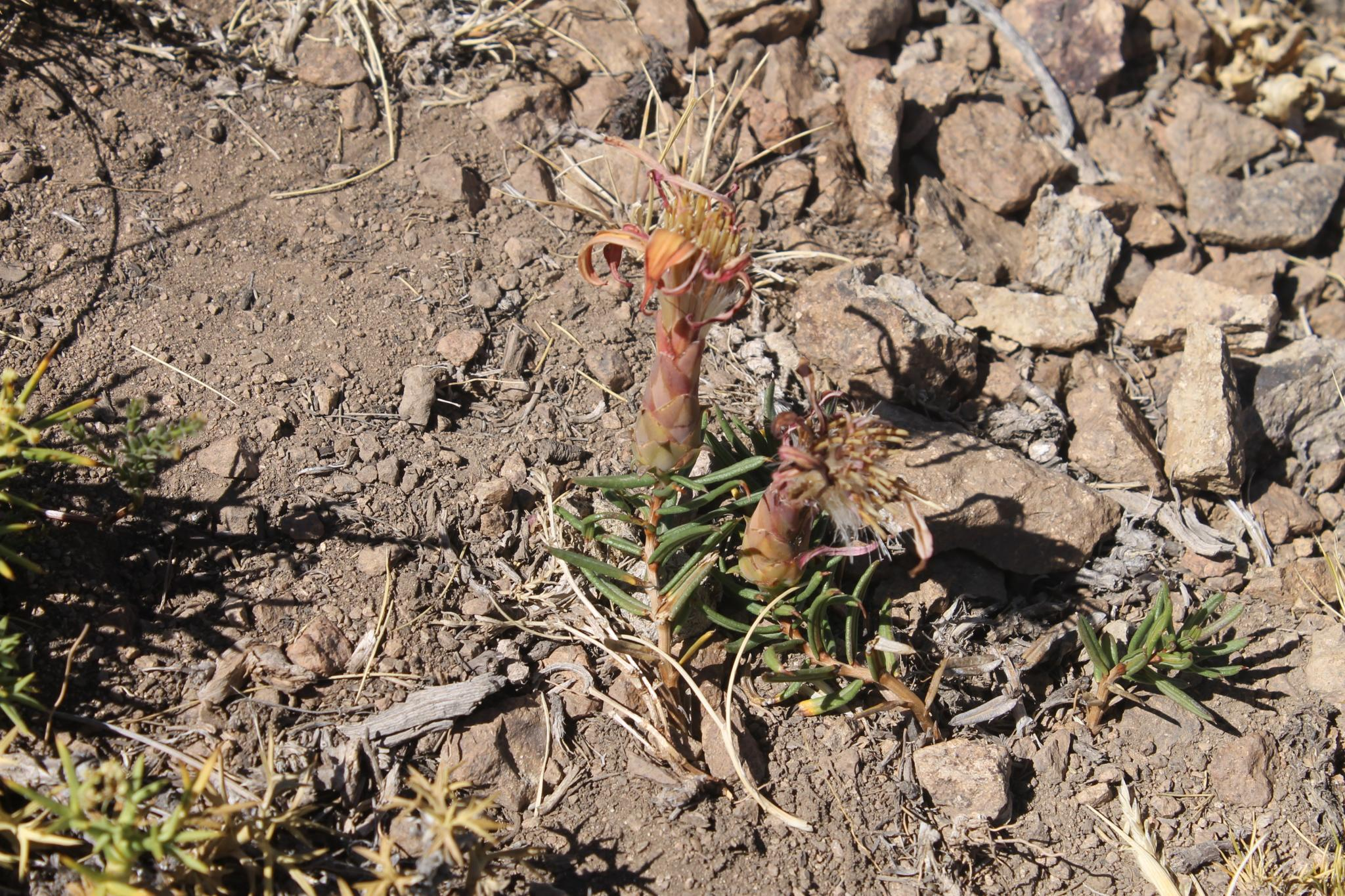
Il portamento
Mutisia acerosa

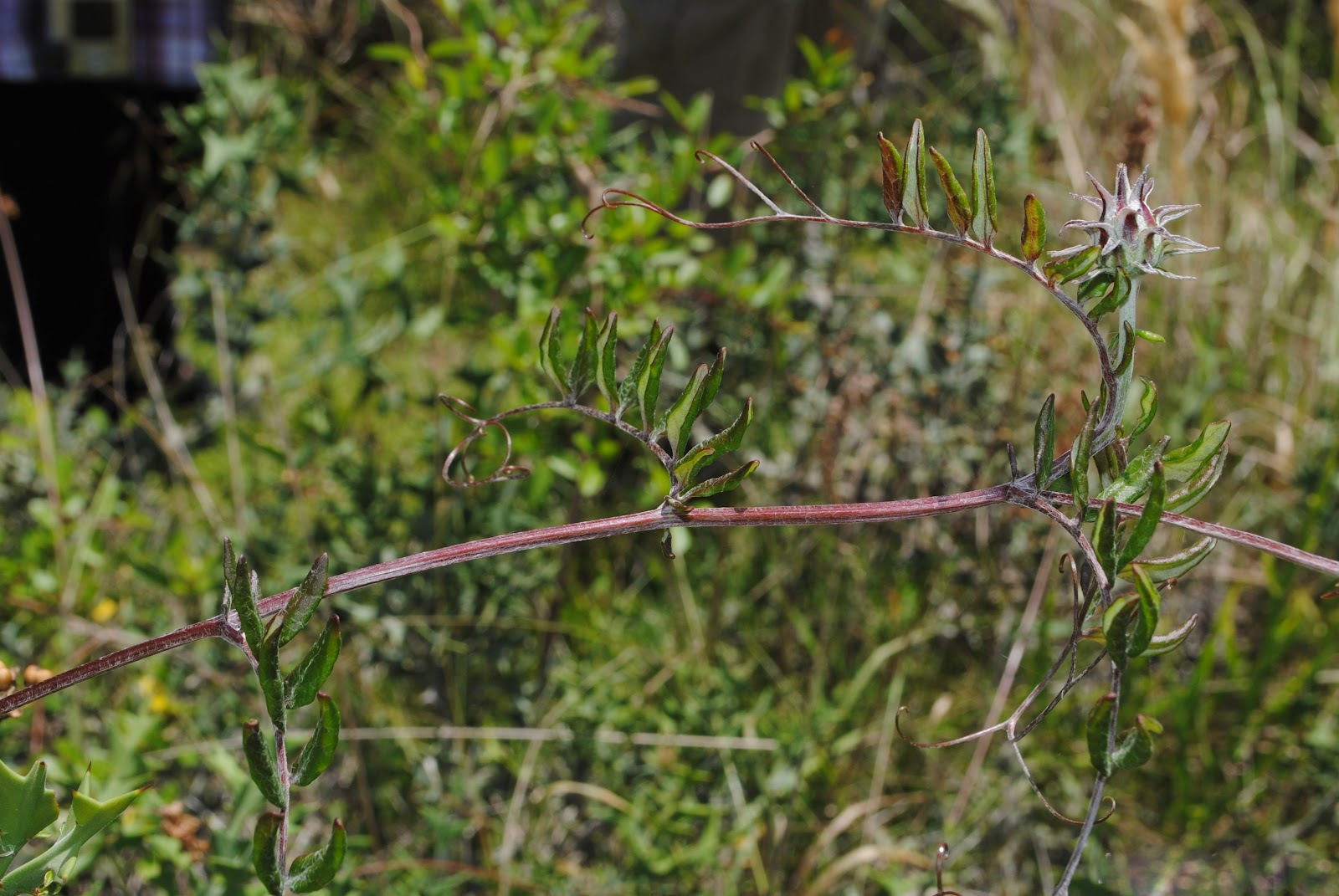
Le foglie
Mutisia coccinea

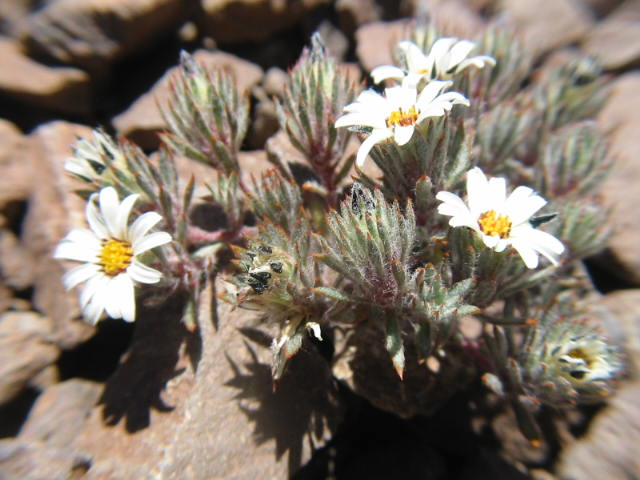
Infiorescenza
Oriastrum apiculatum

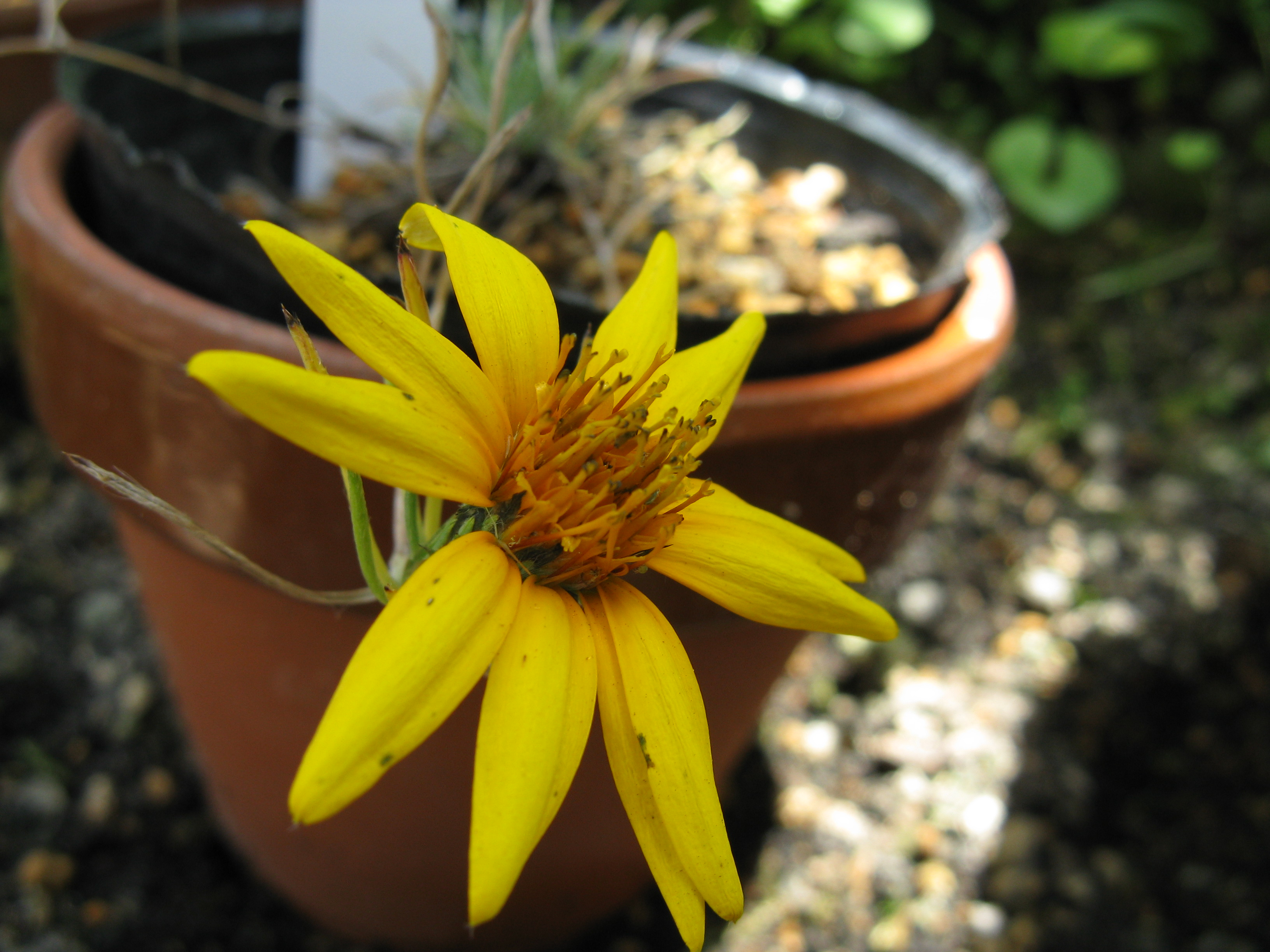
I fiori
Chaetanthera chilensis

Le specie di questa voce sono piante annuali o perenni con portamenti erbacei o subarbustivi o (meno spesso) rampicanti o prostrati. Sono presenti piante monoiche o (raramente) dioiche.
In genere sono presenti sia foglie basali che cauline. Le foglie lungo il caule sono disposte in modo alternato. Quelle basali spesso formano delle rosette (disposizione rosulata e decussata). La forma delle lamine è subulata, spatolata, lanceolata o ovata con contorno intero, dentato o seghettato. L'apice può terminare in un viticcio. Raramente sono profondamente pennatosette o sparsamente lobate o profondamente partite.
Le infiorescenze sono composte da capolini terminali, da piccoli a grandi, sessili, solitari o raramente raccolti in 2 - 3 capolini per pianta. I capolini possono essere radiati oppure disciformi, eterogami (raramente omogami). I inoltre capolini sono formati da un involucro a forma cilindrica, emisferica oppure campanulata composto da brattee (o squame) all'interno delle quali un ricettacolo fa da base ai fiori di due tipi (più o meno): tubulosi e ligulati. Le brattee, simili a foglie, disposte su più serie in modo embricato sono di vario tipo e consistenza. Il ricettacolo, in genere glabro, a forma piatta o convessa, è nudo (senza pagliette).
I fiori (omomorfici o eteromorfici) sia quelli tubulosi che ligulati sono tetra-ciclici (ossia sono presenti 4 verticilli: calice – corolla – androceo – gineceo) e pentameri (ogni verticillo ha 5 elementi). I fiori sono ermafroditi, actinomorfi o zigomorfi e fertili. I fiori del raggio (quelli periferici), se presenti, sono femminili (con o senza staminoidi) e disposti in modo più o meno uniseriale. I fiori del disco (quelli centrali) sono ermafroditi o femminili
- Formula fiorale:

*/x K {\displaystyle \infty }, [C (5), A (5)], G 2 (infero), achenio
- Calice: i sepali del calice sono ridotti ad una coroncina di squame.
- Corolla: la corolla è formata da un tubo terminante in modo bilabiato. Il labbro esterno dei fiori del raggio (quelli periferici) può essere lungo, corto e a tre denti; quello interno ha due lobi corti, lineari o lunghi (talvolta fortemente ridotti). Le corolle bilabiate dei fiori del disco hanno il labbro esterno a tre denti e quello interno con due lobi (raramente possono essere subligulate). I lobi possono essere attorcigliati. I colori sono: giallo, arancio, rosa, porpora o bianco.
- Androceo: gli stami sono 5 con filamenti liberi, glabri o papillosi e distinti, mentre le antere sono saldate in un manicotto (o tubo) circondante lo stilo. Le antere (quelle dei fiori del disco) in genere hanno una forma sagittata con base lungamente caudata (arrotondata o acuta). Le antere dei fiori del raggio sono rudimentali o presenti solamente come filamenti. Il polline normalmente è tricolporato a forma sferica (può essere microechinato).
- Gineceo: lo stilo è filiforme; gli stigmi dello stilo sono due poco divergenti, papillosi e corti; possono essere anche connati. La base dello stilo è priva del caratteristico nodo; eventualmente può essere allargata. L'ovario è infero uniloculare formato da 2 carpelli. L'ovulo è unico e anatropo.

I frutti sono degli acheni con pappo. La forma dell'achenio in genere è fusiforme (raramente è obcompressa) con alcune coste longitudinali. Il pericarpo può essere di tipo parenchimatico, altrimenti è indurito (lignificato) radialmente; la superficie è setolosa o glabra. Il carpopodium è assente, oppure ha delle forme anulari. Il pappo, formato da una o più serie di setole piumose o barbate, decidue o persistenti, è direttamente inserito nel pericarpo o connato in un anello parenchimatico posto sulla parte apicale dell'achenio. Il pappo è più lungo della corolla.

## Biologia
- Impollinazione: l'impollinazione avviene tramite insetti (impollinazione entomogama tramite farfalle diurne e notturne).
- Riproduzione: la fecondazione avviene fondamentalmente tramite l'impollinazione dei fiori (vedi sopra).
- Dispersione: i semi (gli acheni) cadendo a terra sono successivamente dispersi soprattutto da insetti tipo formiche (disseminazione mirmecoria). In questo tipo di piante avviene anche un altro tipo di dispersione: zoocoria. Infatti gli uncini delle brattee dell'involucro si agganciano ai peli degli animali di passaggio disperdendo così anche su lunghe distanze i semi della pianta.

## Distribuzione e habitat
La maggiore concentrazione di specie di questo gruppo è nell'America meridionale.

## Tassonomia
La famiglia di appartenenza di questa voce (Asteraceae o Compositae, nomen conservandum) probabilmente originaria del Sud America, è la più numerosa del mondo vegetale, comprende oltre 23.000 specie distribuite su 1.535 generi, oppure 22.750 specie e 1.530 generi secondo altre fonti (una delle checklist più aggiornata elenca fino a 1.679 generi). La famiglia attualmente (2021) è divisa in 16 sottofamiglie.

### Filogenesi
La sottofamiglia Mutisioideae, nell'ambito delle Asteraceae occupa una posizione "basale" (si è evoluta precocemente rispetto al resto della famiglia) ed è molto vicina alla sottofamiglia Stifftioideae. La tribù Mutisieae con la tribù Nassauvieae formano due "gruppi fratelli" ed entrambe rappresentano il "core" della sottofamiglia. La sottotribù Mutiisinae, nell'ambito della tribù, occupa una posizione "basale" (è il primo gruppo ad essersi separato dalla tribù tra i 45 e 26 milioni di anni fa).
I caratteri distintivi per le specie di questa sottotribù sono:
- il portamento può essere erbaceo o subarbustivo;
- possono essere presenti specie monoiche o dioiche;
- le foglie possono essere rosulate con contorni semplici o pennate;
- la corolla è bilabiata, subbilabiata, ligulata (arto più periferico) o tubulare-bilabiata;
- i rami dello stilo sono papillosi.

### Elenco generi
Questa voce comprende 4 generi e 115 specie:
| Genere                           | N. specie | Numeri cromosomici   | Distribuzione |
| -------------------------------- | --------- | -------------------- | --- |
| Chaetanthera Ruiz & Pav., 1794   | 35        | 2n = 22, 24 e 28     | America meridionale, costa del Pacifico e Ande |
| Mutisia L.f., 1782               | 65        | 2n = 26, 46, 48 e 52 | La maggiore concentrazione di specie si ha nella regione andina, dalla Colombia settentrionale al Cile meridionale e all'Argentina; un'ulteriore area di distribuzione è rappresentata dal Brasile meridionale e dalle adiacenti regioni di Paraguay e Uruguay e Argentina nord-orientale. |
| Oriastrum Poepp., 1843           | 16        | 2n = 20              | America meridionale, costa del Pacifico e Ande |
| Pachylaena D.Don ex Hook. & Arn. | 2         |                      | Argentina e Cile |